# Emil Schenk
Emil Schenk (Baden (Zwitserland), 9 juni 1920) is een Zwitsers componist, muziekpedagoog en dirigent.

## Levensloop
Schenk ging van 1939 tot 1944 naar de muziekschool in Winterthur en daarna studeerde hij aan de voormalige Musikakademie Zürich onder andere bij Walter Rehberg, E. Hess, H. Lavater en E. Frank. Vanaf 1945 tot aan zijn pensioen was hij docent voor piano aan het Konservatorium Winterthur.
Verder dirigeerde hij verschillende koren, onder andere het Mannenkoor Seen. Voor de Zürcher Kantonal-Gesangsverein (ZKGV) maakt hij cursussen voor dirigenten.
Als componist is vooral zijn Urs Widmer-Marsch voor harmonieorkest uit 1967 bekend.